# Maxi Pérez
Elbio Maximiliano Pérez Azambuya (Lagomar, Canelones, 8 de mayo de 1995) es un futbolista uruguayo. Juega de delantero centro y su equipo actual es el Ayacucho Fútbol Club de la Primera División del Perú.

## Trayectoria
Realizó las divisiones juveniles en Defensor Sporting, en la temporada 2013-14 se incorporó y en los 7 partidos que disputó, convirtió 5 goles en la sub-19, además jugó en Tercera División y anotó 1 gol en 8 juegos. La temporada siguiente, se mantuvo en la reserva, defendió al club en 14 oportunidades y colaboró con 1 gol.
En el segundo semestre de 2016 fue ascendido al primer equipo por el entrenador Eduardo Acevedo. Fue convocado a un partido profesional para la fecha 1 del Campeonato Uruguayo Especial, no tuvo minutos y empataron 1 a 1. Luego volvió a ser convocado en la fecha 8 pero no jugó. Se mantuvo activo con la reserva del club, durante la temporada 2015-16 anotó 9 goles en 18 partidos.
Fue cedido a préstamo a Boston River en el mes de enero de 2017, para tener rodaje como profesional.
Debutó como profesional el 25 de febrero de 2017, el entrenador Alejandro Apud lo hizo ingresar al minuto 77 para enfrentar a Racing y perdieron 0-1. Disputó su primer encuentro oficial con 21 años y la camiseta número 13.
En su primera temporada como profesional jugó 26 partidos y convirtió 4 goles.

## Selección nacional
Ha sido internacional con la selección de fútbol de Uruguay en la categoría juvenil sub-20.
En el año 2014 fue parte del proceso de la selección sub-20, conducida por Fabián Coito, compartió entrenamientos con jugadores como Nahitan Nández, Mauricio Lemos, Kevin Méndez y Facundo Castro.
Debutó con la Celeste el 22 de mayo ante Paraguay en un amistoso en el Complejo Uruguay Celeste, jugó como titular y perdieron 0-1. En septiembre jugó su segundo encuentro, contra Perú, pero volvieron a ser derrotados, por 1-2. Luego no volvió a ser considerado en las siguientes citaciones.

### Detalles de partidos
| Con Uruguay Sub-20 | Con Uruguay Sub-20 | Con Uruguay Sub-20 | Con Uruguay Sub-20       | Con Uruguay Sub-20   | Con Uruguay Sub-20 | Con Uruguay Sub-20 | Con Uruguay Sub-20 | Con Uruguay Sub-20 | Con Uruguay Sub-20 |
| N°                 | Rival              | Resultado          | Fecha                    | Lugar                | Competencia        | Goles              | Asistencias        | Ref.               |                    |
| ------------------ | ------------------ | ------------------ | ------------------------ | -------------------- | ------------------ | ------------------ | ------------------ | ------------------ | ------------------ |
| 1                  | Paraguay           | 0:1 (0:1)          | 22 de mayo de 2014       | Canelones · Uruguay  | Amistoso           | -                  | -                  | 1                  |                    |
| 2                  | Perú               | 1:2 (0:0)          | 22 de septiembre de 2014 | Montevideo · Uruguay | Amistoso           | -                  | -                  | 2                  |                    |

## Estadísticas

### Clubes
Actualizado al último partido disputado el 20 de abril de 2025.
| Club                                    | Div.          | Temporada     | Liga  | Liga  | Liga   | Copas nacionales | Copas nacionales | Copas nacionales | Copas internacionales | Copas internacionales | Copas internacionales | Total | Total | Total  |
| Club                                    | Div.          | Temporada     | Part. | Goles | Asist. | Part.            | Goles            | Asist.           | Part.                 | Goles                 | Asist.                | Part. | Goles | Asist. |
| --------------------------------------- | ------------- | ------------- | ----- | ----- | ------ | ---------------- | ---------------- | ---------------- | --------------------- | --------------------- | --------------------- | ----- | ----- | ------ |
| Defensor Sporting C. · Uruguay          | 1.ª           | 2016          | 0     | 0     | 0      | —                | —                | —                | —                     | —                     | —                     | 0     | 0     | 0      |
| Defensor Sporting C. · Uruguay          | Total club    | Total club    | 0     | 0     | 0      | 0                | 0                | 0                | 0                     | 0                     | 0                     | 0     | 0     | 0      |
| C. A. Boston River · Uruguay            | 1.ª           | 2017          | 22    | 4     | 1      | —                | —                | —                | 4                     | 0                     | 1                     | 26    | 4     | 2      |
| C. A. Boston River · Uruguay            | 1.ª           | 2018          | 11    | 0     | 0      | —                | —                | —                | 2                     | 0                     | 0                     | 13    | 0     | 0      |
| C. A. Boston River · Uruguay            | 1.ª           | 2019          | 19    | 8     | 2      | —                | —                | —                | -                     | -                     | -                     | 19    | 8     | 2      |
| C. A. Boston River · Uruguay            | 1.ª           | 2021          | 4     | 0     | 0      | —                | —                | —                | —                     | —                     | —                     | 4     | 0     | 0      |
| C. A. Boston River · Uruguay            | Total club    | Total club    | 56    | 12    | 3      | 0                | 0                | 0                | 6                     | 0                     | 1                     | 62    | 12    | 4      |
| Alianza Petrolera · Colombia            | 1.ª           | 2020          | 10    | 2     | 0      | -                | -                | -                | —                     | —                     | —                     | 10    | 2     | 0      |
| Alianza Petrolera · Colombia            | Total club    | Total club    | 10    | 2     | 0      | 0                | 0                | 0                | 0                     | 0                     | 0                     | 10    | 2     | 0      |
| C. S. Miramar Misiones · Uruguay        | 2.ª           | 2022          | 28    | 7     | 1      | 1                | 0                | 0                | —                     | —                     | —                     | 29    | 7     | 1      |
| C. S. Miramar Misiones · Uruguay        | Total club    | Total club    | 28    | 7     | 1      | 1                | 0                | 0                | 0                     | 0                     | 0                     | 29    | 7     | 1      |
| C. D. Universidad de Concepción · Chile | 2.ª           | 2023          | 24    | 6     | 1      | 4                | 0                | 0                | —                     | —                     | —                     | 28    | 6     | 1      |
| C. D. Universidad de Concepción · Chile | Total club    | Total club    | 24    | 6     | 1      | 4                | 0                | 0                | 0                     | 0                     | 0                     | 28    | 6     | 1      |
| C. D. Marathón Honduras                 | 1.ª           | 2023-24       | 15    | 1     | 0      | -                | -                | -                | —                     | —                     | —                     | 15    | 1     | 0      |
| C. D. Marathón Honduras                 | Total club    | Total club    | 15    | 1     | 0      | 0                | 0                | 0                | 0                     | 0                     | 0                     | 15    | 1     | 0      |
| C. A. Cerro · Uruguay                   | 1.ª           | 2024          | 14    | 2     | 1      | -                | -                | -                | —                     | —                     | —                     | 14    | 2     | 1      |
| C. A. Cerro · Uruguay                   | Total club    | Total club    | 14    | 2     | 1      | 0                | 0                | 0                | 0                     | 0                     | 0                     | 14    | 2     | 1      |
| Ayacucho F. C. · Perú                   | 1.ª           | 2025          | 9     | 2     | 0      | -                | -                | -                | —                     | —                     | —                     | 9     | 2     | 0      |
| Ayacucho F. C. · Perú                   | Total club    | Total club    | 9     | 2     | 0      | 0                | 0                | 0                | 0                     | 0                     | 0                     | 9     | 2     | 0      |
| Total carrera                           | Total carrera | Total carrera | 156   | 27    | 6      | 5                | 0                | 0                | 6                     | 0                     | 1                     | 167   | 27    | 7      |
| 1. 2.                                   |               |               |       |       |        |                  |                  |                  |                       |                       |                       |       |       |        |

### Selección
Actualizado al último partido disputado el 22 de septiembre de 2014.
| Selección         | Temporada         | Continental | Continental | Continental | Mundial | Mundial | Mundial | Amistosos | Amistosos | Amistosos | Total | Total | Total  |
| Selección         | Temporada         | Part.       | Goles       | Asist.      | Part.   | Goles   | Asist.  | Part.     | Goles     | Asist.    | Part. | Goles | Asist. |
| ----------------- | ----------------- | ----------- | ----------- | ----------- | ------- | ------- | ------- | --------- | --------- | --------- | ----- | ----- | ------ |
| Sub-20 · Uruguay  | 2014              | —           | —           | —           | —       | —       | —       | 2         | 0         | 0         | 2     | 0     | 0      |
| Sub-20 · Uruguay  | Total sel.        | 0           | 0           | 0           | 0       | 0       | 0       | 2         | 0         | 0         | 2     | 0     | 0      |
| Total selecciones | Total selecciones | 0           | 0           | 0           | 0       | 0       | 0       | 2         | 0         | 0         | 2     | 0     | 0      |